# شهرستان یانچانگ
شهرستان یانچانگ (به لاتین: Yanchang County) یک شهرستان‌های جمهوری خلق چین در چین است که در یان‌آن واقع شده‌است.